# Вулиця Володимира Брожка
Ву́лиця Володи́мира Брожка́ — вулиця в Голосіївському та Солом'янському районах міста Києва, місцевості Забайків'я, Монтажник, Совки. Пролягає від вулиці Миколи Грінченка до вулиці Андрія Норова. Уздовж непарного боку вулиці пролягають Совські ставки.
Прилучаються вулиці Ізюмська, Гайдамацька, Забайківська, Фрометівський узвіз, Монтажників, Травневий провулок, вулиці Куп'янська, Миклухи-Маклая, Луганська, проспект Валерія Лобановського, вулиці Крутогірна та Добросусідська.

## Історія
Початковий відрізок вулиці виник на початку XX століття під назвою Лугова, що 1955 року набула назву Кіровоградська. У 1958 році до вулиці було приєднано частину Ямпільської вулиці (від вулиці Монтажників до проспекту Валерія Лобановського), що в свій час мала назву Шевченка та Степова (Степна, до 1944 року — 229-та Нова). У 1962 році було приєднано Степову вулицю. Відтоді вулиця має сучасну довжину.
Протягом 1970–80-х років частину малоповерхової приватної забудови (на початковому відрізку вулиці) було знесено. У 2006–2008 роках було здійснено реконструкцію — розширено проїжджу частину, внаслідок чого вулиця перетворилася на швидкісну магістраль, замінено освітлення, переплановано місце перетину вулиці з проспектом Валерія Лобановського і дещо впорядковано прилеглу територію.
Сучасна назва на честь солдата Збройних сил України, учасника АТО В. С. Брожка — з 2018 року.